# Anotylus maritimus
Anotylus maritimus är en skalbaggsart som beskrevs av Thomson 1861. Anotylus maritimus ingår i släktet Anotylus, och familjen kortvingar. Arten är reproducerande i Sverige.